# Зниклі безвісти 2: Початок
Зниклі безвісти 2: Початок (англ. Missing in Action 2: The Beginning) — американський бойовик 1985 року режисера Ленса Хула.

## Сюжет
Йдеться про період напередодні першої частини фільму-трилогії. Війна у В'єтнамі, 1972 рік. При виконанні бойового завдання в полон потрапляє група американських солдатів на чолі з полковником Бреддоком. Їх вважають зниклими безвісти. Начальник табору, розташованого в джунглях, полковник Інь, усіма способами намагається зламати волю Бреддока. Але врешті-решт Бреддоку вдається втекти з полону і почати партизанську війну проти Іня.

## У ролях
| Актор                  | Роль                     |
| ---------------------- | ------------------------ |
| Чак Норріс             | полковник Джеймс Бреддок |
| О Сун Тек              | полковник Інь            |
| Стівен Вільямс         | капітан Девід Нестер     |
| Беннетт Охта           | капітан Хо               |
| Козі Коста             | Мазіллі                  |
| Джо Майкл Террі        | Орелка                   |
| Джон Веслі             | Френкі                   |
| Девід Чун              | Доу Чоу                  |
| Профессор Тору Танака  | Лао                      |
| Джон Отрін             | солдат                   |
| Крістофер Кері         | Емерсон                  |
| Джозеф Г'ю             | охоронець                |
| Дін Рафаель Феррандіні | Кіртлі                   |
| П'єр Іссо              | Франсуа                  |
| Міша Гауссерманн       | Келлі                    |
| Рандон Ло              | повія                    |
| Мічійо Танака          | повія                    |
| Андреа Лоу             | повія                    |
| Ненсі Мартін           | повія                    |

## Саундтрек
| Список треків | Список треків                  | Список треків |
| #             | Назва                          | Тривалість    |
| ------------- | ------------------------------ | ------------- |
| 1.            | «Airstrip and Main Titles»     | 5:53          |
| 2.            | «Memorial Day»                 | 3:44          |
| 3.            | «The Traitor»                  | 2:00          |
| 4.            | «Homesick»                     | 1:46          |
| 5.            | «Braddock's Dilemma»           | 4:56          |
| 6.            | «Sometimes You Gatta Fight»    | 1:33          |
| 7.            | «Rat for Lunch»                | 3:53          |
| 8.            | «Emerson's Arrival»            | 5:03          |
| 9.            | «I'm Tired of Playing Footsie» | 2:03          |
| 10.           | «Braddock Signs Confession»    | 2:33          |
| 11.           | «Yin Poisons Franklin»         | 1:12          |
| 12.           | «Franklin Is Burned Alive»     | 1:33          |
| 13.           | «Braddock Escapes»             | 5:47          |
| 14.           | «Yin Gives Mazilli the Bird»   | 2:27          |
| 15.           | «The Burning Bridge»           | 0:56          |
| 16.           | «Braddock Releases Mazilli»    | 4:01          |
| 17.           | «Braddock & The Worms»         | 1:50          |
| 18.           | «Home Base»                    | 3:42          |
| 19.           | «30 Seconds to Live or Die»    | 1:43          |
| 20.           | «Nestor Dies/Final Battle»     | 2:21          |
| 21.           | «A Leg Up and Finale»          | 5:53          |
| 22.           | «End Titles»                   | 3:55          |
| 69:36         |                                |               |